# Emmanuel Noruega
Emmanuel Libano Noruega (23 de agosto de 1983) é um futebolista macaense que atua como defesa central.
Por clubes, iniciou sua carreira em 2001, no Odiáxere. Mudou-se para Macau no ano seguinte para jogar no Monte Carlo por uma temporada. Alcançou destaque defendendo o Lam Pak, entre 2003 e 2012. Seu atual clube é o Lam Ieng.
Convocado para a Seleção de Macau também desde 2003, Noruega fez sete partidas, não marcando golos.